# Спартанско-халкидички рат
Спартанско-халкидички рат вођен је у периоду од 382. до 379. године п. н. е. између Пелопонеског савеза са једне и Халкидичког савеза са друге стране. Завршен је поразом Халкидикија.

## Рат
На северу Грчке се, након Коринтског рата, појавио моћни непријатељ. Био је то Халкидички савез на челу са Олинтом. У његов састав улазили су скоро сви градови Халкидикија и многи македонски градови. Убрзо је Халкидички савез постао много моћнији од Беотијског. Располагао је многобројним лукама, рудницима злата, великим новчаним средствима и богатим шумама. Савез је отпочео са преговорима са Атином и Тебом против Пелопонеског савеза. Спартанци објавише рат Халкидикију. За борбу су формирали армију од 10.000 људи. У то време пада и почетак реорганизације читаве спартанске државе преласком са натуралне на еластичнију новчано-привредну базу. Савезничке државе своје обавезе могле су заменити плаћањем данка.
На путу за Халкидики, спартански војсковођа Фебид упао је са војском у Тебу и заузео Кадмеју (тебански акропољ). Потом је похапсио све представнике демократије и побио их. Страдао је и Исменија, а Андрокле и Пелопида побегли су у Атину. На притужбе Тебе, Спартанци су формално осудили Фебиду и одредили му огромну новчану казну која вероватно није исплаћена.
Поход на Олинт показао се тешким. У пролеће 381. п. н. е. војске су се сукобиле пред самим зидинама града. Спартанска војска је потпуно поражена, а погинуо је Телеутије, брат краља Агесилаја. Нову војску предводио је сам краљ Агесиполид, али ни она није имала већих успеха. Олинт је освојен тек на лето 379. године п. н. е. након што је потрошио све резерве хране. Халкидички савез је распуштен, а његови чланови присиљени су да уђу у савез са Пелопонезом. Спартанска моћ била је на врхунцу.